# Alfred Haberlin
Alfred Häberlin (fl. XX secolo) è stato un calciatore svizzero.

## Carriera
Giocò come centrocampista nel Milan durante il campionato del 1904, collezionando 3 presenze.